# 胜利电影院 (青岛)
36°4′59″N 120°19′46.5″E / 36.08306°N 120.329583°E
胜利电影院，初名东洋剧场，是原址位于中国山东省青岛市市北区锦州路58号的一处电影院，建于1940年，约2010年拆除。

## 历史
胜利电影院址原为一处名为“永乐戏院”的简陋戏院，为小鲍岛周边中国劳工观看评剧、京剧的场所。1940年，日本人三浦林藏占据此处，新建“东洋剧场”，最初只准日本人进入，后来为宣传美化侵略，也允许中国人进入。1945年日本投降后，影院被新任青岛市长李先良率领的青岛保安总队接管，改名“远东剧院”。同年12月移交给青岛市教育局组织的“青岛市电影剧院接收（接管）委员会”，改名“民众剧院”。后因中央信托局、国民党中央宣传部介入青岛各影剧院的接收分配，几经交涉，该影院于1946年10月交由国民党中央宣传部中央电影服务处管辖，为庆祝抗战胜利而改名“胜利电影院”。1949年6月2日青岛解放后，影院由青岛市军管会文教部接管。数天后，国民党特务开枪袭击解放军接管人员宿舍未遂，后被逮捕法办。同年7月，影院归32军管理，32军文工团曾在此出演《白毛女》、《刘胡兰》等歌剧。1950年1月，影院移交青岛市人民政府文教局管理。1955年青岛市文化局成立后归文化局管理，为市文化局所属的甲级影剧院。除放映电影外，青岛市京剧团、青岛市光明茂腔剧团、青岛市曲艺团等曾在此演出。文革期间，影院改名“红光电影院”，1985年复名胜利电影院。1989年，影院筹资33万元进行改造更新。2000年（一说2003年），影院因列入旧城改造范围停止放映。2010年4月，吉林路、泰山路旧城改造项目拆迁工作启动后，胜利电影院连同周边老建筑一并被拆除。

## 建筑特色
胜利电影院建筑面积近2000平方米，共三层，一层为剧场、舞台和附属建筑，二层为办公室、楼座、包厢、化妆室等，三层为放映室。外墙、地面以彩色小瓷砖砌成。影院共有14个太平门。